# Mutage
Mutage is een techniek bij het maken van wijn, waarbij door toevoeging van alcohol aan de most het gistingsproces bij de vinificatie voortijdig gestopt wordt. De meeste gisten gaan namelijk dood als het alcoholpercentage van hun leefomgeving ongeveer 13 tot 15% wordt. Door het stoppen van het gistingsproces zullen niet alle suikers tot alcohol worden omgezet, en zorgen de restsuikers voor een zoete smaak van de wijn. 
Deze techniek wordt gebruikt bij het maken van versterkte wijn, bijvoorbeeld port en Banyuls, en andere zoete wijnen met een hoog alcoholpercentage.
Er zijn meer technieken voor het maken van zoete wijnen, zoals vendange tardive of spätlese, wijn van druiven met edele rotting, filtratie-technieken of vroegtijdige verhitting van de most (om de gist te verwijderen c.q. te doden), toevoegen van zoete most na de gisting en dergelijke.